# Walter Little
Pour les articles homonymes, voir Little.
Pas d'image ? Cliquez ici

a Compétitions nationales et continentales officielles uniquement.

b Matchs officiels uniquement.
Dernière mise à jour le 11 mars 2023.
 Walter Kenneth Little, né le 14 octobre 1969 à Tokoroa, est un joueur de rugby à XV néo-zélandais ayant principalement joué au poste de trois-quarts centre. Il obtient cinquante sélections avec les All Blacks entre 1990 et 1998. 

## Carrière

### En équipe nationale
Little a disputé son premier test match le 16 juin 1990 contre l'équipe d'Écosse et le dernier contre l'équipe d'Australie, le 1er août 1998.
Il a disputé deux matchs lors de la Coupe du monde 1991, et cinq matchs de la Coupe du monde 1995.

## Palmarès

### Province et clubs
- 145 matchs avec North Harbour
- 41 matchs de Super 12

### Équipe nationale
- Finaliste de la Coupe du monde 1995
- Vainqueur du Tri-nations en 1996
- 50 test matchs avec les Blacks (+25 non officiels)
- Matchs avec les Blacks par année : 7 en 1990, 5 en 1991, 9 en 1992, 2 en 1993, 2 en 1994, 11 en 1995, 8 en 1996, 2 en 1997, 4 en 1998

## Statistiques

### En équipe nationale
De 1990 à 1998, Walter Little compte 50 sélections avec les All-Blacks, inscrivant 44 points. Avec les Kiwis, il dispute deux Coupe du monde en 1991 et 1995. Il participe à deux éditions du Tri-nations en 1996 et 1998.